# Tamar Maoz
Tamar Maoz (in ebraico תמר מעוז‎?; Gerusalemme, 27 dicembre 1976) è un'ex cestista israeliana.

## Carriera
Con Israele ha disputato i Campionati europei del 2003.